# Laura Aparicio
Laura Aparicio (Elche, 1972) es una dramaturga, guionista y actriz española. Su obra se caracteriza por un enfoque político y social, con temáticas que abordan la violencia, la exclusión y la identidad desde una perspectiva comprometida. En 2022, recibió el Premio SGAE de Teatro Ana Diosdado por su obra La última función de Silvia K.

## Trayectoria
Comenzó su formación en arqueología, aunque pronto orientó su carrera hacia las artes escénicas. Se formó como actriz en la Escuela de Interpretación de Cristina Rota y ha compaginado su trabajo interpretativo con la escritura teatral. Fue becaria de dramaturgia del Pavón Teatro Kamikaze entre 2019 y 2020, y  forma parte de los Profesionales del Dramático en dramaturgia e interpretación del Centro Dramático Nacional. Ha trabajado con destacados maestros y maestras del teatro y la escritura como José Sanchis Sinisterra, María Velasco, Roland Schimmelpfennig o Alberto Conejero, entre otros. Su formación incluye también el análisis y la escritura narrativa y poética con figuras como Espido Freire y Benjamín Prado.
Ha publicado textos teatrales en volúmenes colectivos, como En la soledad de los mapas me pierdo, me quiebro en Quebradas: dramaturgas en tiempos de pandemia, o Mi ciudad en 97M2 en De los días sin abrazos, obras colectivas que abordan las consecuencias sociales y personales del confinamiento durante la pandemia de COVID-19. Otras obras suyas incluyen Ukrania, en La patria de los parias (obras breves de teatro social alrededor de la idea de esclavitud laboral), o Invisibles cinco y tres, en Primer Acto.
Su obra aborda temas como el machismo, la homofobia y el racismo, explorando emociones y dinámicas sociales a través de un lenguaje que combina lo poético con lo crítico. Sus textos suelen alternar lo trágico y lo cómico, y presentan diálogos fragmentados que reflejan tensiones comunicativas. Considera el teatro un espacio para el encuentro y la reflexión.

## Obra
- 2015 – Como animales de zoo en un bombardeo. IV Certamen Internacional de Textos Dramáticos Cuenca a Escena 2018. ISBN 978-84-16993-29-1.[11]
- 2016 – Lo que tapa la nieve. Finalista, I Certamen de textos dramáticos Más allá de la frontera. Grecia. ISBN 978-960-7708-73-1.
- 2017 – Teatricidios con escalera al fondo, protocólos de despedida. Dentro del volumen La dramaturgia española en la segunda década del siglo XXI. Ediciones IASPIS. Grecia. ISBN 978-960-7708-67-0.
- 2018 – Al otro lado... hambre, papel, tijera.
- 2018 – Cuando se pierde un zapato se pierde una batalla. Ganadora del IV Certamen Nacional de Textos Teatrales Cuenca a Escena 2018. ISBN 978-84-16993-29-1.[11]
- 2019 – Faros. Dentro del volumen Un minuto de justicia. Ediciones Invasoras. ISBN 84-16993-51-2.
- 2019 – Ukrania, un talón en el costado. Dentro del volumen La patria de los parias. Trabajos esclavizantes en el siglo XXI. Ediciones Invasoras. ISBN 978-8416993666.[12]
- 2019 – Tres eran 2.
- 2019 – La mujer que habla a los hombres (que no escuchan a sus mujeres). Seleccionada en la XXIV edición del Maratón de monólogos de la AAT.
- 2020 – Perros al sol. Dentro del volumen Sen(o)fobia: 23 textos breves. Ediciones Invasoras. ISBN 978-84-16993-87-1.[13]
- 2020 – Tararear bajo la lluvia / Humming in the Rain.
- 2020 – Si yo fuera.
- 2020 – Mi ciudad en 97 metros cuadrados. En De los días sin abrazos: 25 obras de teatro en confinamiento. Ediciones Invasoras. ISBN 84-16-99378-5.[14]
- 2021 – El estuche verde.
- 2021 – Kassandra y los perros. 67 Edición del Festival Internacional de Teatro Clásico de Mérida.
- 2021 – Tararear bajo la lluvia / Humming in the rain.[15] Mejor Guion Original de teatro filmado en el Festival Internacional de Cine de Atenas.
- 2022 – En la soledad de los mapas me pierdo, me quiebro. En Quebradas: dramaturgas en tiempos de pandemia. Universidad de Almería. ISBN 978-84-1351-129-0.[16]
- 2022 – Los días infelices pronto acabarán. En Planeta Vulnerable IV. Ediciones Invasoras. ISBN 9788418885532.
- 2022 – La última función de Silvia K. Fundación SGAE. IV Premio SGAE de Teatro Ana Diosdado. ISBN 9788480489461.

## Filmografía
- 1997 – Hazlo por mí. Dirección: Ángel Fernández Santos
- 1998 – A los que aman. Dirección: Isabel Coixet
- 1998 – Agujetas en el alma. Dirección: Fernando Merinero
- 1998 – Nada en la nevera. Dirección: Álvaro Fernández Armero
- 2001 – Andrea. Dirección: Sergi Casamitjana
- 2005 – Segundo asalto. Dirección: Daniel Cebrián

## Reconocimientos
En 2018, Laura Aparicio ganó el IV Certamen Nacional de Textos Teatrales Cuenca a Escena con su obra Cuando se pierde un zapato se pierde una batalla. En 2021, su texto Tararear bajo la lluvia / Humming in the rain fue galardonado con el premio al Mejor Guion Original de teatro filmado en el Festival Internacional de Cine de Atenas. Al año siguiente, en 2022, obtuvo el IV Premio SGAE de Teatro Ana Diosdado para textos escritos por mujeres, otorgado por la Fundación SGAE, por su obra La última función de Silvia K. El jurado destacó su carácter “valiente, arriesgado y profundo”, así como su lenguaje performativo y estructura fragmentada. El galardón fue entregado en el marco del I Encuentro estatal de asociaciones profesionales de escritura teatral, dentro de la XXX Muestra de Teatro Español de Autores Contemporáneos.